# 川村元气
川村元气（日语：／ Kawamura Genki，1979年3月12日—）日本电影制片人、小说家、绘本作家。出生于神奈川县横滨市。隶属于东宝株式会社电影企划部，現任STORY株式会社代表取締役、東宝株式会社映画企画部副所属。

## 简历
1979年3月12日，川村元氣於神奈川縣橫濱市出生。
2001年进入东宝公司。刚进公司时在大阪的难波南街的剧场工作，后来，由于应募了公司，成为制片人。
2005年（当时26岁），川村元气参与企划、制片的电影『电车男』票房收入37亿日元，引发社会热议。
2010年，川村元气参与的作品《告白》、《恶人》大受欢迎，因此登上了美国好莱坞记者杂志《Next Generation Asia 2010》。
2011年，川村元气被授予“藤本奖”优秀电影制作者奖项，亦是史上最年轻的藤本奖得主。
2012年，凭借首部小说《如果這世界貓消失了》实现作家出道。同年參與細田守動畫電影《狼的孩子雨和雪》製作。
2014年，於《BRUTUS》雜誌開始連載第2部小說《億男》，同年創作繪本《ムーム》正式出版，與宮崎駿、坂本龍一等12位創作者的對話合集《工作》也隨之發表。
2015年，參與細田守動畫電影《怪物的孩子》製作。
2016年，《如果這世界貓消失了》改編電影正式上映。中國宣布改編其小說《億男》為中國版電影。開始於《週刊文春》連載第3部小說《四月になれば彼女は》。同年擔任新海誠動畫電影《你的名字》、真人電影《怒》、朝井遼小說改編電影《何者》的企畫兼製作。
2017年，擔綱製作岩井俊二同名電視劇改編動畫電影《煙花》的製作人。同年再度獲頒「藤本賞」，獲授渡邊晋賞特別賞。他還兼任The Chainsmokers & Coldplay『Something Just Like This』的MV導演。
2018年， 擔綱細田守動畫電影《未來的未來》的製片人。由川村元氣擔任編劇的《哆啦A夢：大雄的金銀島》上映，在日本國內總收53.7億日元。
2019年，擔綱新海誠動畫電影《天氣之子》的企畫兼製作，此為第二度參與新海誠的動畫電影製作。
2020年，擔任《最後的情書》企画，電影於2020年1月17日上映。同年出版個人小說《百花》。擔任《大雄的新恐龍》編劇
2021年，擔綱細田守動畫電影《龍與雀斑公主》的製作人，此為第四度參與細田守的動畫電影製作。
2022年9月9日，由個人著作小說，川村元氣兼任原作、導演、編劇的改編電影《百花》於在日本上映，憑藉該片贏得第70屆聖塞巴斯蒂安電影節的最佳導演獎。同年擔任新海誠動畫電影《鈴芽之旅》的製作。
2023年，擔任Netflix劇集《舞妓家的料理人》企劃，同年度擔任監製、是枝裕和執導的電影《怪物》入選第76屆坎城影展正式競賽單元，並獲得最佳劇本獎、酷兒棕櫚獎。
2025年，執導《8號出口》，並入選第78屆坎城影展非正式競賽單元「午夜單元」。